# Verhoeffiidae
Verhoeffiidae är en familj av mångfotingar. Verhoeffiidae ingår i ordningen vinterdubbelfotingar, klassen dubbelfotingar, fylumet leddjur och riket djur. Enligt Catalogue of Life omfattar familjen Verhoeffiidae 5 arter. 
Kladogram enligt Catalogue of Life:
| Verhoeffiidae | \| \| Haplogona \| \| \| \| \| \| Verhoeffia \| \| \| \| |
|               | \| \| Haplogona \| \| \| \| \| \| Verhoeffia \| \| \| \| |
|               | Haplogona                                                |
|               |                                                          |
|               | Verhoeffia                                               |
|               |                                                          |